# Michal Šoltés
Michal Šoltés (* 12. března 1943) byl slovenský a československý politik Komunistické strany Slovenska a poslanec Sněmovny lidu Federálního shromáždění za normalizace.

## Biografie
K roku 1986 se profesně uvádí jako ředitel podniku. Ve volbách roku 1986 zasedl za KSS do Sněmovny lidu (volební obvod č. 189 - Michalovce, Východoslovenský kraj). Ve Federálním shromáždění setrval do konce funkčního období, tedy do svobodných voleb roku 1990. Netýkal se ho proces kooptací do Federálního shromáždění po sametové revoluci. Ještě před koncem funkčního období vystoupil z komunistické strany.